# Frizé (textilie)
Frizé je označení pro 

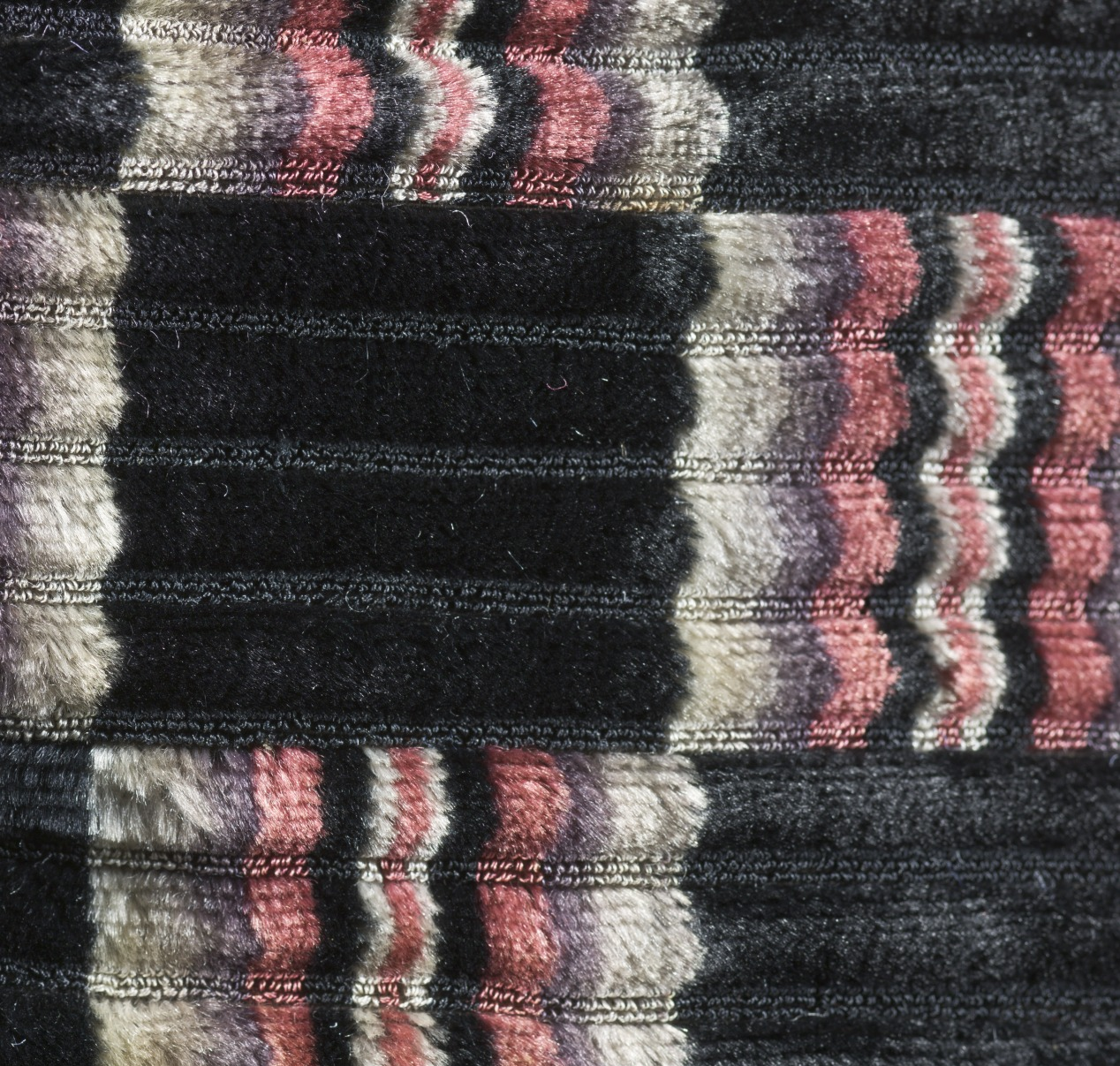
Vzorek frizé sametu (Anglie asi v roce 1845)

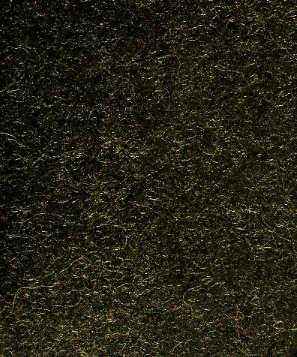
Frizé ze začátku 20. století

- hedvábnickou nebo  vlnařskou tkaninu s jemně vlnitým povrchem a zrnitým omakem. Tkanina se vyrábí z efektní skané příze frizé, která jí dává charakteristický vzhled, nejčastěji v plátnové vazbě.

Použití: dámské šaty, kostýmy a pláště. 
Pod označením frizé (nebo Frieze) se vyráběla také velmi těžká tkanina s použitím na svrschní oděvy. Na dolním snímku vpravo je příklad ze začátku 20. století: Příze z 25 % velmi hrubé vlny a 75 % vlněných odpadů, počesávaná a valchovaná tkanina vážila 1160 g/m² (výrobní náklady v roce 1914 = cca 1,50 USD/m²)
- dvojitý osnovní samet, který se vyrábí na  prutových tkacích strojích. Střídavým zanášením tažných a řezacích prutů se tvoří z tažených a řezaných vlasových niti na tkanině zajímavé vzory. Prutové stroje mohou být také vybaveny žakárovým ústrojím.

Použití: Koberce, nábytkové potahy,  luxusní tapety,  (v historii) závěsy, baldachýny.
- všívaný koberec z vlasové příze s vysokým počtem  zákrutů (až 10x vyšší než např. shag) fixovaných  pařením. Příze jsou z umělých vláken nebo z vlny, často setkané z různobarevných nití (muliné). Na povrchu koberce se tvoří charakteristický efekt smyčkování nebo zkadeření (ČSN 2424).[4] [8] Povrch je odolný proti častému zatěžování, dobře zakrývá šlápoty a špínu, nevýhodou frizé koberce je jeho všední vzhled a poměrně vysoká cena (v roce 2024 od 11 do 86 USD/m²).[9]
- přízi s ondé jádrem obeskaným kovovým filamentem nebo zlatou  leonskou nit se zvlněným hedvábným jádrem („zlaté frizé“)[10]